# Images (película)
Images (lit. Imágenes) es una película de terror psicológico de 1972 dirigida por Robert Altman y protagonizada por Susannah York, René Auberjonois y Marcel Bozzuffi. La película sigue a una inestable escritora de libros infantiles que se ve envuelta en apariciones y alucinaciones mientras se aloja en su remota casa vacacional.
Concebida por Altman a mediados de la década de 1960, Images consiguió financiación en 1971 del Hemdale Film Group Ltd. y se rodó en el condado de Wicklow, Irlanda, en el otoño de ese año. El guion, que había sido escrito fragmentariamente por Altman, se desarrolló en colaboración con los actores durante el rodaje. Images se estrenó en el 25º Festival de Cine de Cannes, donde York ganó el premio a la mejor actriz.
La recepción crítica de la película fue mixta, con algunos críticos elogiando la actuación de York y la fotografía de Vilmos Zsigmond, mientras que otros la criticaron por ser incoherente, comparándola con películas como Repulsión (1965). La película fue nominada al Globo de Oro a la Mejor Película Extranjera en Lengua Inglesa, y John Williams fue nominado al Óscar a la mejor banda sonora original. La película ganó estatura en las décadas posteriores a su estreno, en parte porque se volvió más accesible para los espectadores y los críticos de lo que fue en su primer estreno, y en parte porque es la única película de terror dirigida por Robert Altman.

## Trama
Cathryn, una adinerada autora de libros infantiles, recibe una serie de inquietantes llamadas telefónicas en su hogar en Londres una noche triste. La voz femenina del otro lado sugiere burlonamente que su esposo Hugh tiene una aventura con otra mujer. Hugh llega a casa y encuentra a Cathryn angustiada. Mientras intenta consolarla, Cathryn ve a otro hombre que se comporta como si fuera su marido. Grita horrorizada y retrocede, sólo para ver que su visión de la figura vuelve a ser la de su marido.
Hugh atribuye su arrebato al estrés y a su embarazo. Decide llevarla de vacaciones a una cabaña aislada en la campiña irlandesa, donde Cathryn puede trabajar en su libro y tomar fotografías para sus ilustraciones. Sin embargo, inmediatamente después de su llegada, Cathryn empieza a escuchar voces que dicen su nombre y ve apariciones extrañas: un día, mientras prepara el almuerzo, ve a su marido Hugh pasar por la cocina y luego transformarse en René, su difunto amante. Reneé sigue apareciéndosele por la casa e incluso habla con ella.
La paranoia y las visiones de Cathryn se vuelven cada vez más omnipresentes y se exacerban cuando un vecino local y examante, Marcel, trae de visita a su hija adolescente, Susannah. Cathryn se vuelve incapaz de distinguir a Hugh de René o de Marcel, mientras los hombres cambian ante sus ojos. Un día, René se burla de Cathryn, pidiéndole que lo mate si quiere deshacerse de él, y le da una escopeta, y Cathryn le dispara en el abdomen. Susannah, asustada por el disparo, corre hacia la casa y encuentra a Cathryn de pie en el estudio, habiendo destrozado la cámara de Hugh con el disparo. Cathryn afirma que el arma se disparó accidentalmente cuando la estaba moviendo.
Buscando consuelo, Cathryn va a una cascada cercana, donde a menudo ve a su doppelgänger que le devuelve la mirada. Después de una de tales ocurrencias, regresa a la casa, donde Hugh le informa que tiene que irse por negocios. Cathryn lo lleva a la estación de tren y regresa a la casa, donde encuentra a Marcel esperando en el interior. Marcel comienza a desvestirse para tener sexo con ella, pero ella lo apuñala en el pecho con un cuchillo de cocina. A la mañana siguiente, se encuentra con un anciano local que pasea a su perro y lo invita a entrar a tomar un café, a pesar del hecho de que el cadáver de Marcel aparentemente se encuentra en la sala de estar (lo que sugiere que ella considera el «asesinato» como una alucinación, como ocurrió cuando le disparó a René), pero el anciano rechaza la invitación. Esa misma noche, Susannah pasa por la casa y comenta no haber encontrado a su padre en casa al despertar esa mañana. Cathryn se alarma por esto, ya que podría significar que de verdad asesinó a Marcel, pero se siente aliviada al escuchar que Marcel regresó borracho después de la medianoche e invita a Susannah a tomar una taza de té después de razonar que Marcel no puede estar muerto en el piso de su sala de estar. Susannah le pregunta a Cathryn si se parecía a ella cuando era joven antes de decir siniestramente: «Voy a ser exactamente como tú».
Después de tomar el té, Cathryn lleva a Susannah de vuelta a casa. Marcel sale de la casa e intenta hablar con Cathryn, pero esta se va. Mientras va por un tramo de carretera a través de un campo desolado, Cathryn ve a su doppelgänger de nuevo, intentando hacerle señas para que se detenga. De vuelta en casa, descubre que los cadáveres de René y Marcel han reaparecido en la sala de estar. Cathryn se va de nuevo y se encuentra con su doppelgänger en una curva de la carretera, y esta vez se detiene. La doppelgänger le ruega a Cathryn que la deje subir al coche, y las dos comienzan a hablar al unísono. Luego atropella a la doppelgänger con el coche, tirándola por un acantilado y hacia una cascada más abajo. Luego Cathryn conduce de regreso a su casa en Londres. En su casa, va a tomar una ducha. Mientras está en el baño, la puerta se abre y la doppelgänger entra. Cathryn grita aterrorizada: «Yo te maté», a lo que la doppelgänger responde serenamente: «No a mí». A continuación, se muestra el cadáver de Hugh tirado en el fondo de las cataratas (lo que significa que fue él quien le rogó que lo dejara entrar en el coche y que murió cuando Cathryn, creyendo que era su doppelgänger, lo arrojó por el acantilado).

## Reparto
- Susannah York: Cathryn.
- Rene Auberjonois: Hugh.
- Marcel Bozzuffi: Rene.
- Hugh Millais: Marcel.
- Cathryn Harrison: Susannah.

## Temas e interpretaciones
La estructura narrativa suelta y las ambigüedades de la película han dado lugar a numerosas interpretaciones de la misma por parte de analistas y académicos. Joe McElhaney sugiere en A Companion to Robert Altman que la mayoría de críticos y académicos han tendido a señalar que 3 Women (1977) de Altman se inspiró directamente en Persona (1966) de Ingmar Bergman, pero, según McElhaney, el propio Altman afirmó haber sido influenciado más por esta película al escribir y dirigir Images cinco años antes. En una entrevista retrospectiva, Altman afirmó al respecto: «Lo que veo se vuelve personal, así que estoy tan involucrado en la trama de esas películas [con elencos más pequeños] como lo estoy en las otras. La diferencia entre esas películas con muchos, muchos personajes y películas pequeñas como Images o 3 Women es simplemente el tamaño del lienzo. Algunas son pinturas pequeñas, mientras que otras son murales grandes y anchos».
El cineasta Louis Lombardo ha leído el personaje de Cathryn como una figura sustituta del propio Altman, y la película, por lo tanto, una exploración del proceso creativo multidimensional. En American Skeptic: Robert Altman's Genre-Commentary Films de Norman Kagan, de 1982, se cita la película como una «exploración antigénero de lo que podría llamarse el tema de la locura. Este género incluye películas tan reverenciadas por la crítica como Psicosis, Repulsión o Persona». El escritor Frank Caso identificó temas de la película como la obsesión, la esquizofrenia y el trastorno de personalidad, y vinculó la película con la película anterior de Altman That Cold Day in the Park (1969) y su posterior 3 Women, declarándolas una trilogía.